# Колыбель человечества
Колыбель человечества (англ. Cradle of Humankind) — памятник Всемирного наследия (включён в список ЮНЕСКО в 1999 г.). Находится примерно в 50 км к северо-западу от Йоханнесбурга, в провинции Гаутенг, ЮАР. Площадь памятника составляет 474 км². Здесь находится комплекс известняковых пещер, в том числе группа пещер Стеркфонтейн, где в 1947 году Роберт Брум и Джон Робинсон обнаружили ископаемые останки Australopithecus africanus возрастом 2,3 млн лет, и пещерная система Восходящая звезда (пещеры Диналеди и Леседи), где обнаружен вид Homo naledi, а также — Пещера чудес, Малапа, Сварткранс и Кромдрай (en:Kromdraai fossil site).
Часть детского черепа Homo erectus DNH 134 из пещерного комплекса Дримолен датируется возрастом 2,04—1,94 млн л. н. и относится либо к виду Homo erectus, либо к виду  Homo rudolfensis, либо к виду Homo habilis.
Найденная в Кромдрае пяточная кость гоминина KW-6302 могла принадлежать как австралопитеку весом около 33,8–35,9 кг, так и парантропу или человеку умелому, так как этот гоминин был хорошо приспособлен для наземного двуногого передвижения, включая относительно плоскую заднюю фасетку таранной кости и большой латеральный подошвенный отросток, который расположен так же, как у современных людей. Он также сохраняет черты, указывающие на то, что лазание могло оставаться частью его локомоторного репертуара, например, относительно изящный бугор и большой малоберцовый блок (бугорок).
Антропологические находки в Стеркфонтейне (StW 573 (408 см³), StW 1252 (575 см³), StW 431) вместе с несколькими другими нетипичными находками, сделанными в пещерах Макапансгат, выделяются некоторыми учёными в отдельный вид Australopithecus prometheus.
В Пещере с очагом (Cave of Hearth) в местонахождении Макапансгат найдена нижняя челюсть с врождённым отсутствием (адентией) третьего моляра (M3), как и у тибетского денисовца из китайской пещеры Байшия, гоминина из Пэнху и у ланьтяньского человека.
В целом в Колыбели человечества находится более тридцати пещер, где были найдены ископаемые остатки.
7 декабря 2005 года президент ЮАР Табо Мбеки открыл новый Центр посетителей в Маропенге.
Южноафриканские и австралийские геологи и антропологи с помощью уран-свинцового метода определили, что карбонатные натёки образовались в течение шести промежутков в период с 3,2 до 1,3 млн лет назад.